# Wanessa
Wanessa Camargo (Goiânia, 28 dicembre 1982) è una cantautrice, attrice e conduttrice televisiva brasiliana.
Dopo un esordio teatrale avvenuto negli anni '90, ha guadagnato popolarità come cantante a partire dal 2000, anno in cui il suo album di debutto ha ottenuto un disco d'oro in Brasile. Nel corso della sua carriera ha pubblicato 9 album in studio e ottenuto generalmente un buon successo in Brasile, arrivando a vendere circa 2 milioni di album. Legata per anni a divisioni latine di Sony Music, Wanessa è attualmente un'artista indipendente. La sua produzione musicale è prevalentemente pop e spazia fra vari sottogeneri come pop rock, country pop, dance pop ed elettropop; si è tuttavia dedicata anche a musica puramente country. Viene riconosciuta come una delle pioniere del country pop nel mondo della musica brasiliano, nonché come la prima cantante brasiliana nota ad aver realizzato un singolo reggaeton.

## Biografia e carriera

### Origini ed esordi
Figlia del cantante country Zezé Di Camargo e dell'imprenditrice Zilú Godói, nonché nipote dell'attrice Luciele di Camargo e del cantante Luciano Camargo, Wanessa si trasferisce a San Paolo già da bambina e inizia a frequentare una scuola privata. L'artista afferma di aver subito bullismo e discriminazioni sia dai compagni di scuola che dal personale dell'istituto prima che suo padre e suo zio diventassero famosi e migliorasse dunque il suo status economico. Nel 1992 entra a far parte di una band insieme ai futuri componenti del gruppo musicale KLB, mentre negli anni successivi esordisce a teatro in una versione del musical Cats. Lavora successivamente come ballerina per gli Zezé di Camargo & Luciano, duo di musica country costituito da suo padre e suo zio. Durante l'adolescenza pratica inoltre ginnastica ritmica.

### Album eponimi, Trasparente, recitazione (2000-2005)
Nel 1999 invia delle demo alla BMG, che la scrittura e le permette di iniziare a pubblicare musica a partire dal 2000. Pubblica il suo singolo di debutto O Amor não Deixa e, successivamente, il suo primo album eponimo. L'album, incentrato prevalentemente su uno stile country pop, sale alla ribalta nel 2001 grazie al successo commerciale del singolo Apaixonada pra Você, del quale viene realizzata anche una seconda versione più tendente al pop. L'album vende 200 000 copie in Brasile e viene rapidamente seguito da un altro disco eponimo, il quale mescola country pop a teen pop e ottiene un successo ancora maggiore, vendendo 300 000 copie in Brasile. Sempre nel 2001 recita nel film Xuxa e os Duendes, partecipando anche alla colonna sonora del film.

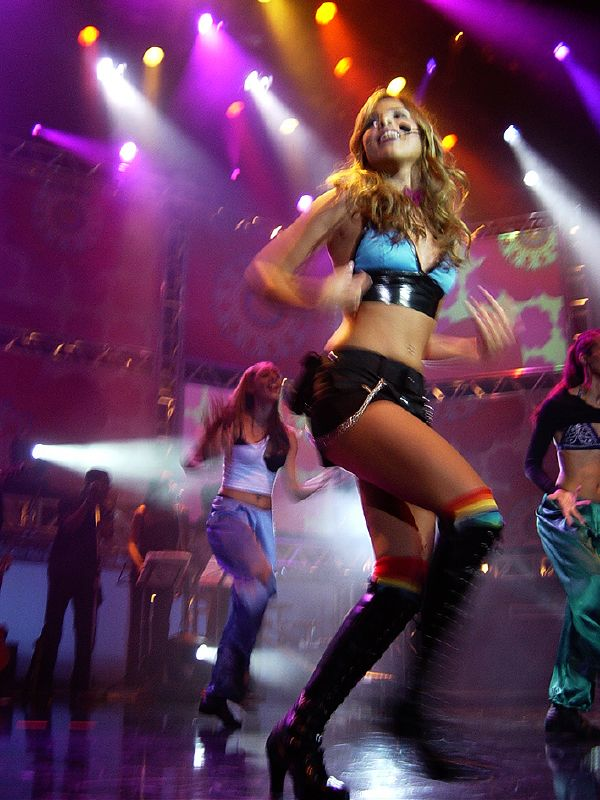
Wanessa durante un'esibizione nel 2004

L'anno successivo pubblica il suo terzo e ultimo eponimo, questa volta incentrato maggiormente sul pop rock, vendendo ancora una volta 300 000 copie nel mercato brasiliano. Sempre nel 2002 debutta come conduttrice televisiva nella trasmissione pomeridiana Jovens Tardes, ruolo per il quale viene confermata anche nel 2003. A dicembre dello stesso anno posa completamente nuda per la rivista VIP, iniziando a costruirsi un'immagine da "popstar adulta" e non più da teen star. Nel 2004 lavora come attrice nella serie TV Sítio do Picapau Amarelo e pubblica il suo primo album live, Trasparente Ao Vivo, che vende 100 000 copie in Brasile. Si dedica successivamente a varie produzioni televisive, sia come attrice che ricoprendo altri tipi di ruoli fra 2004 e 2005.

### W, Total, My Moment, DNA (2005-2015)
Nel 2005 pubblica il singolo dance pop Amor amor, che sancisce un forte cambio di stile e ottiene un notevole successo commerciale. Segue la pubblicazione dell'album W, uno dei suoi dischi maggiormente apprezzati dalla critica brasiliana. Il secondo singolo estratto dal progetto, Não Resisto a Nós Dois, diventa il più grande successo della sua carriera. Segue il W in Tour... Era Uma Vez, tour che unisce il classico concetto di tournée musicale con quello di spettacolo teatrale. Concluso il tour Wanessa avrebbe dovuto partecipare al talent show Dança no Gelo, ma deve tuttavia rinunciare a causa di un infortunio. Nel 2007 pubblica l'album Total, che vende 100 000 copie in Brasile; il brano Não Tô Pronta Pra Perdoa, cover di Not Ready to Make Nice delle Dixie Chicks, è il primo singolo estratto dal progetto.
Dopo aver portato avanti il Total Tour e realizzato alcune collaborazioni, nel 2009 l'artista pubblica il singolo in inglese Fly in collaborazione con Ja Rule: da questo momento in avanti verrà accreditata sempre come Wanessa, senza utilizzare più il cognome. Segue la pubblicazione dell'album Meu Momento, orientato questa volta verso uno stile più vicino allo urban e all'R&B: il progetto non ottiene tuttavia il successo dei suoi precedenti lavori, vendendo soltanto 40 000 copie in Brasile. Nel 2010 annuncia la scelta di dedicarsi ad uno stile musicale più orientato verso l'elettropop e pubblica l'EP Você não Perde por Esperar. Nei mesi successivi l'artista pubblica il singolo Sticky Dough, a cui segue la pubblicazione del suo primo album interamente in lingua inglese, DNA. La promozione del disco si interrompe precocemente a causa di una gravidanza di Wanessa
Nel 2012 riprende la promozione del progetto pubblicando altri singoli, inclusa la collaborazione con il rapper Soulja Boy Turn It Up, e una riedizione dell'album. Segue il DNA Tour e la pubblicazione di un album live omonimo. Nel 2015 l'artista intraprende un ulteriore tour per celebrare i suoi 15 anni di carriera.

### 33, Universo Invertido (2015-presente)

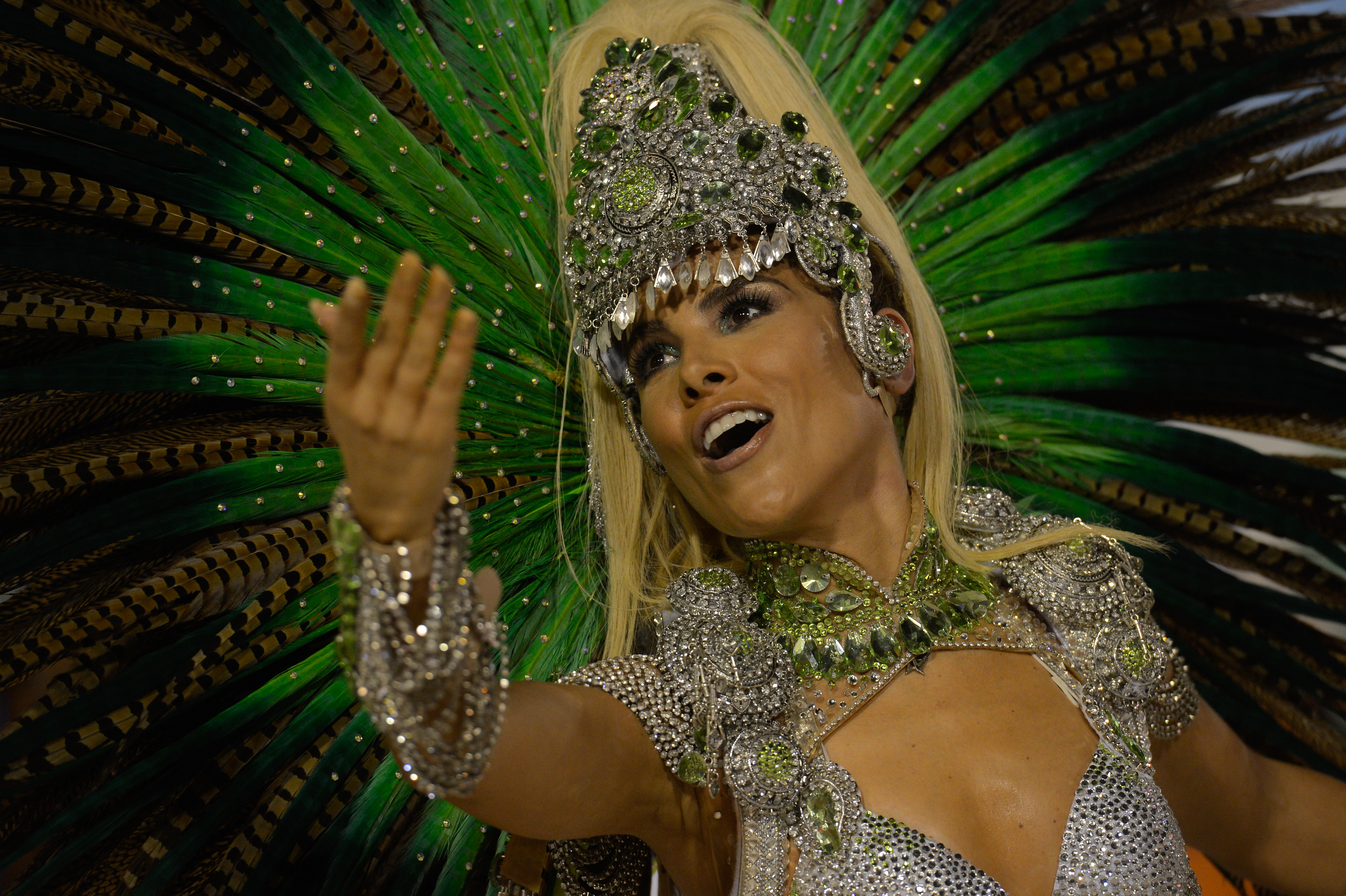
Wanessa al Carnevale di Rio del 2017

Nel 2015 annuncia la fine della sua parentesi elettronica, nonché l'intenzione di concentrarsi su musica in portoghese. Inizia successivamente a lavorare su un album pop, per poi cestinare il materiale creato e lavorare su musica più vicina allo stile country del suo esordio. Dopo aver lasciato in via definitiva la Sony, nel 2017 pubblica l'album in lingua spagnola 33: il primo singolo Coração Embriagado ottiene un ottimo successo commerciale. Ciononostante, l'album viene accolto in maniera prevalentemente negativa dalla critica, che accusa l'artista di "opportunismo musicale" e di "saltare da un genere all'altro alla ricerca del successo facile". I risultati ottenuti dall'album spingono comunque Wanessa a pubblicare anche una riedizione del progetto.
Nel 2019 Wanessa pubblica il singolo Cat Woman, segnando il suo ritorno alla musica puramente pop dopo molti anni. Nel 2020, per celebrare i suoi 20 anni di carriera, l'artista pubblica l'album pop Universo Invertido e diversi EP in maniera completamente indipendente.

## Vita privata

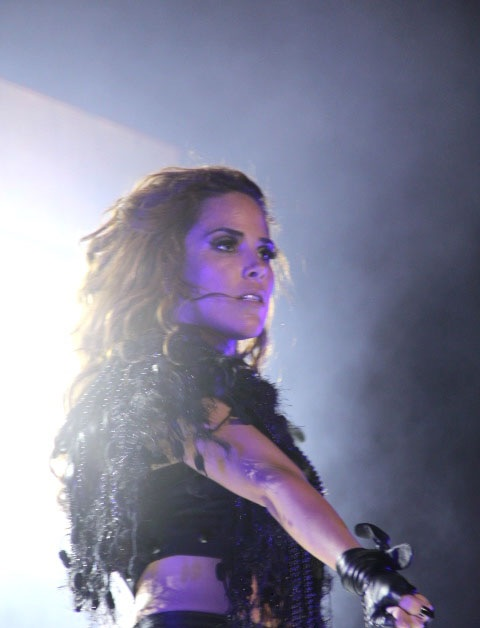
Wanessa durante una performance nel 2013

All'età di 16 anni Wanessa è stata la vittima designata di un rapimento che tuttavia, per errore, colpì suo zio Wellington Camargo; il caso destò clamore dal momento che all'uomo fu tagliato un orecchio che venne poi fatto recapitare alla famiglia. In seguito ad un ulteriore attacco subito da Wanessa durante una rapina avvenuta nella sua scuola, l'intera famiglia si è trasferita negli Stati Uniti d'America per un anno.
Fra gli anni '90 e i primi 2000, Wanessa ha avuto molte relazioni con altri personaggi del mondo dello spettacolo brasiliano, tra cui il cantante Leandro Scornavacca e gli attori Dado Dolabella ed Erik Marmo. Nel 2007 ha sposato Marcus Buaiz, con cui ha avuto due figli: José Marcus e João Francisco.
L'artista si è spesso definita una sostenitrice della comunità LGBT, pronunciando dichiarazione pubbliche a favori dei diritti civili e partecipando attivamente ad eventi legati a tale comunità. In particolare, Wanessa si è battuta molto affinché fosse riconosciuta la possibilità di adottare anche alle coppie omosessuali. Wanessa si è inoltre impegnata fortemente sia nell'attivismo di stampo ecologista che in attività umanitarie atte a contenere il dilagare di HIV nel terzo mondo.

## Stile e influenze

### Influenze musicali
Nel corso della sua carriera, Wanessa è definita ispirata da vari artisti: in una prima fase ha citato Shania Twain, Céline Dion, Mariah Carey, Faith Hill, Dixie Chicks; successivamente ha citato anche Shakira, Michael Jackson, Madonna e Rita Lee. Nel periodo dedicato dalla musica elettronica si è detta ispirata da Lady Gaga, Kesha e Black Eyed Peas, mentre nel periodo più prettamente country ha citato varie cantanti country brasiliane.

### Stile
Nel corso della sua carriera Wanessa ha sperimentato svariati generi musicali, realizzando album molto diversi l'uno dall'altro: dopo un esordio country pop l'artista ha infatti esplorato il mondo della musica pop fra i suoi vari sottogeneri, salvo poi dedicarsi a musica puramente country priva della componente pop con l'album 33. Non mancano nella sua carriera degli esperimenti con generi musicali totalmente diversi dallo stile dell'esordio, inclusi un album R&B/Urban, un album elettropop e un esperimenti con generi tipicamente latini come il reggaeton.

### Voce
Vocalmente, Wanessa è riconosciuta come mezzo soprano con un'estensione vocale di 3,2 ottave. La critica le riconosce una grande abilità dell'utilizzo del falsetto e nel tenere note molte alte.

## Discografia

### Album in studio
- 2000 – Wanessa Camargo
- 2001 – Wanessa Camargo
- 2002 – Wanessa Camargo
- 2005 – W
- 2007 – Total
- 2009 – Meu Momento
- 2011 – DNA
- 2016 – 33
- 2020 – Universo Invertido

### Album live
- 2004 – Trasparente Ao Vivo
- 2012 – DNA Tour

## Televisione
- 2024 - Big Brother Brasil 24
- 2025 - Dança dos Famosos 22